# Análogo solar

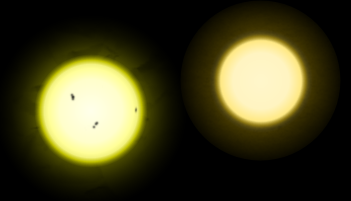
Comparación del Sol (izquierda) y Tau Ceti (derecha).

En astronomía se denomina análogo o análoga solar a una estrella fotométricamente similar al Sol con las siguientes características: 
- Temperatura de ± 500 K respecto a la del Sol (aproximadamente de 5200 a 6300 K).
- Metalicidad entre el 50 % y el 200 % de la del Sol, lo que implica que el disco protoplanetario de la estrella debe de haber tenido cantidades similares de polvo para la formación de planetas.
- Sin compañero estelar cercano (período orbital de diez días o inferior), ya que la estrella acompañante propicia la actividad estelar.

Una estrella con características aún más similares al Sol se denomina gemelo solar. El estudio de los análogos solares es fundamental para entender mejor las características del Sol en relación con otras estrellas y a la habitabilidad planetaria.

## Ejemplos de análogos solares
En la siguiente lista figuran algunos análogos solares que no reúnen los criterios suficientes para ser considerados gemelos solares:
| Nombre               | Constelación   | Tipo espectral | Distancia (al) | Notas                                                                                     |
| -------------------- | -------------- | -------------- | -------------- | ----------------------------------------------------------------------------------------- |
| Alfa Centauri A      | Centaurus      | G2V            | 4,36           | Sistema estelar más cercano al Sol                                                        |
| Alfa Centauri B      | Centaurus      | K1V            | 4,36           |                                                                                           |
| Tau Ceti             | Cetus          | G8V            | 11,9           | Tiene más de 10 veces la cantidad de material cometario y asteroides orbitando que el Sol |
| Eta Cassiopeiae A    | Casiopea       | G3V            | 19,4           |                                                                                           |
| 36 Ophiuchi A        | Ofiuco         | K0V            | 19,5           |                                                                                           |
| Delta Pavonis A      | Pavo           | G7V-IV         | 19,9           | En fase de transformación hacia subgigante                                                |
| Xi Bootis A          | Bootes         | G8V            | 21,8           | Estrella variable BY Draconis                                                             |
| 107 Piscium          | Piscis         | K0V            | 24,4           |                                                                                           |
| Xi Ursae Majoris A   | Osa Mayor      | G0V            | 27,3           | Estrella variable RS Canum Venaticorum                                                    |
| 61 Virginis          | Virgo          | G7V            | 27,8           |                                                                                           |
| Zeta Tucanae         | Tucana         | F9V            | 28,0           |                                                                                           |
| Ji1 Orionis          | Orión          | G0V            | 28,7           |                                                                                           |
| Beta Comae Berenices | Coma Berenices | G0V            | 30,0           |                                                                                           |
| 61 Ursae Majoris     | Osa Mayor      | G7V            | 31,1           |                                                                                           |
| Alfa Mensae          | Mensa          | G7V            | 33,1           |                                                                                           |
| Iota Persei          | Perseo         | G0V            | 34,4           | En fase de transformación hacia subgigante                                                |
| Lambda Serpentis     | Serpens        | G0V            | 38,3           |                                                                                           |
| 55 Cancri A          | Cáncer         | G8V            | 40,9           | Cinco planetas extrasolares conocidos                                                     |
| HD 10307 A           | Andrómeda      | G1.5V          | 41,2           |                                                                                           |
| HD 147513            | Escorpio       | G3V            | 42,0           | Un planeta extrasolar                                                                     |
| HD 172051            | Sagitario      | G6V            | 42,3           | Seleccionada como principal objetivo del Proyecto Darwin                                  |
| Ípsilon Andromedae   | Andrómeda      | F8V            | 43,9           | Tres planetas extrasolares conocidos                                                      |
| HD 211415            | Grus           | G0V            | 44,4           |                                                                                           |
| 47 Ursae Majoris     | Osa Mayor      | G1V            | 45,9           | Dos planetas extrasolares conocidos                                                       |
| Ni2 Lupi             | Lupus          | G4V            | 47,5           |                                                                                           |
| 51 Pegasi            | Pegaso         | G5V            | 50,1           | Un planeta conocido, del tipo "Júpiter caliente"                                          |
| Iota Horologii       | Horologium     | F9V            | 50,6           | Un planeta gigante conocido a 0,91 UA                                                     |

## Gemelo solar
Aquellas estrellas análogas al sol cuyas propiedades tales como tipo espectral, temperatura superficial, velocidad de rotación, masa, variabilidad y metalicidad son muy similares a las que tiene el sol se denominan gemelos solares.
La masa es sin duda un dato fundamental, pero solo puede ser medida directamente en sistemas binarios, en donde se sospecha que la proximidad de la compañera influye en algunas de las características observables. En concreto, un gemelo solar debe ser indistinguible del sol hasta donde podemos conocer. Esto conlleva:
- Temperatura dentro de ~10 K.
- Metalicidad dentro de ~0,05 dex.
- Edad dentro de ~1000 millones de años, para que su estado evolutivo sea comparable.
- Ninguna estrella acompañante conocida, ya que el Sol no tiene.

En la tabla siguiente se recogen estrellas consideradas gemelos solares:
| Nombre       | Otra denominación   | Constelación   | Tipo espectral | Magnitud aparente | Distancia (años luz) |
| ------------ | ------------------- | -------------- | -------------- | ----------------- | -------------------- |
| Asterion     | β Canum Venaticorum | Canes Venatici | G0V            | +4,26             | 27,4                 |
| 18 Scorpii   | HIP 79672           | Scorpius       | G2V            | +5,50             | 45,7                 |
| 37 Geminorum | HIP 33277           | Géminis        | G0V            | +5,74             | 56,3                 |
| HD 98618     | HIP 55469           | Osa Mayor      | G5V            | +7,66             | 126                  |
| HD 143436    | HIP 78399           | Serpens        | G0V            | +8,04             | 142                  |
| HD 101364    | HIP 56948           | Draco          | G5             | +8,65             | 217                  |
| Kepler-1156  | KOI-2246            | Cygnus         | G2V            | +13,1             | 2475,5               |

El estudio de estas estrellas es fundamental para entender mejor las propiedades de nuestro propio sol en relación con otras estrellas y con la habitabilidad de planetas. La mayor parte de la comunidad científica considera que la posibilidad de que haya planetas habitables es mayor en gemelos solares que en otras estrellas.